# Zatoka Tamańska
Zatoka Tamańska (ros. Таманский залив, Tamanskij zaliw) – zatoka Morza Azowskiego, położona u zachodnich wybrzeży Półwyspu Tamańskiego, w Cieśninie Kerczeńskiej. Jest ograniczona przez mierzeje Czuszka (od północy) i Tuzła (od południa). Ma 16 km długości, 8 km szerokości (u wlotu) oraz 5 m głębokości. Na wschodnim wybrzeżu zatoki znajduje się osada Siennoj, a na południu, w pobliżu wlotu, stanica kozacka Tamań. Brzegi zatoki są zbudowane z niestabilnych skał i podlegają silnym procesom brzegowym. Zatoka jest zwykle zamarznięta w okresie od połowy grudnia do marca pokrywą lodową o grubości do 30 cm (maksymalną grubość 64 cm odnotowano podczas surowej zimy w latach 1953/54). W średniowieczu nad zatoką leżało miasto Tmutarakań. Na południowym wybrzeżu zatoki było położone miasto Fanagoria.